# Gustav Christian Schwabe
Pour les articles homonymes, voir Schwabe.
Gustav Christian Schwabe (né le 10 mai 1813 et mort le 10 janvier 1897) est un homme d'affaires et financier britannique d'origine allemande. Né à Hambourg, il émigre à Liverpool en 1838. Au cours de sa carrière, il s'implique dans la création de plusieurs entreprises, comme dans un premier temps la Bibby Line. Il contribue également à la fondation en 1858 des chantiers navals Harland and Wolff de Belfast, Gustav Wilhelm Wolff étant son neveu. En 1867, il aide financièrement Thomas Henry Ismay à racheter la White Star Line en échange d'un partenariat avec les chantiers de son neveu, et l'incite à s'engager sur la ligne de l'Atlantique Nord. Il assiste également Albert Ballin, fondateur de la Hamburg America Line.
Retiré des affaires en 1893, il meurt quatre ans plus tard.